# 트립셴

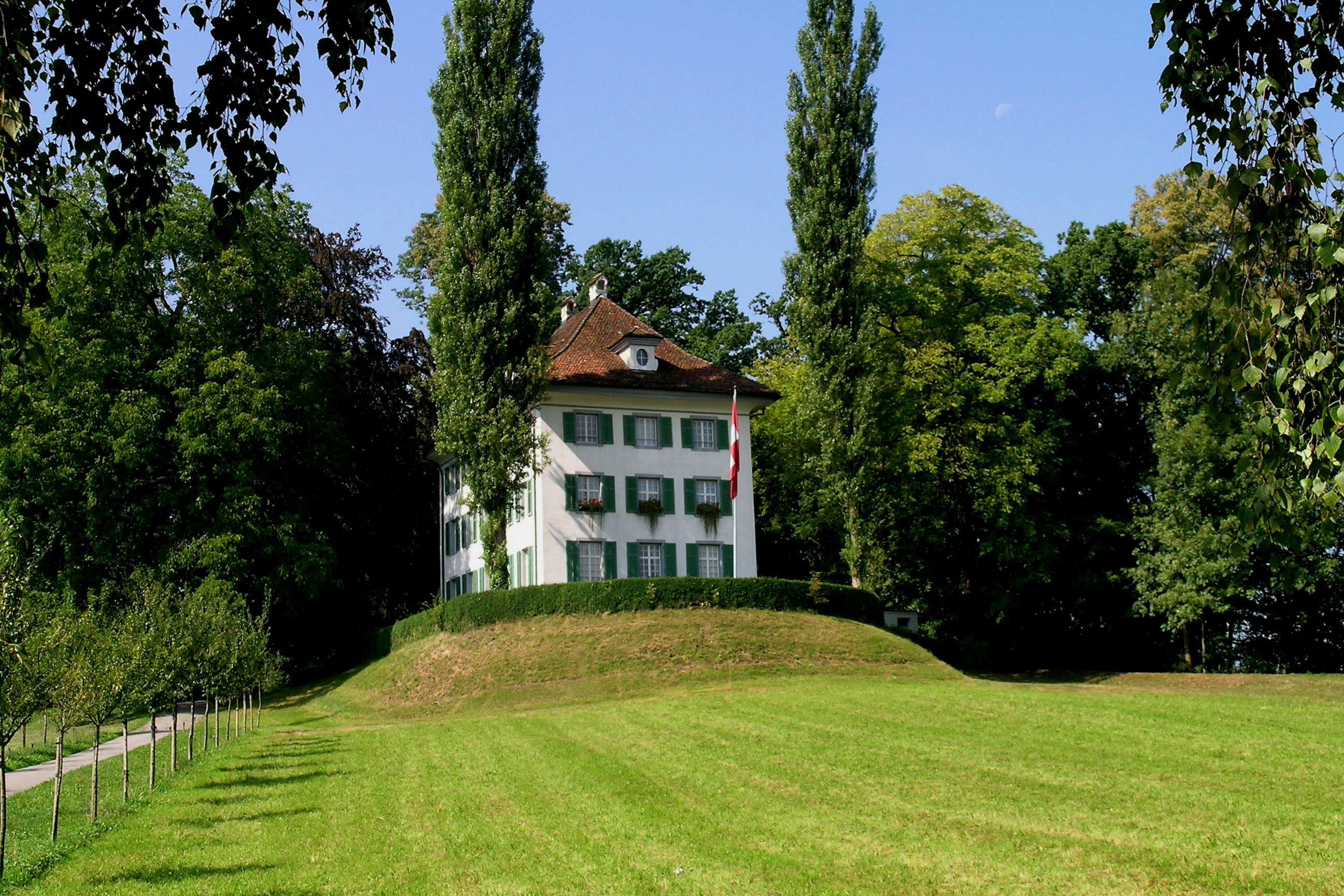
리하르트 바그너가 머물렀던 집; 현재는 박물관으로 사용

트립셴(Tribschen)은 스위스 중부 루체른주에 있는 루체른 시의 한 구역이다.

## 트립셴에서
트립셴은 오늘날 독일 작곡가 리하르트 바그너가 1866년 3월 30일부터 1872년 4월 22일까지 살았던 곳으로 가장 잘 알려져 있다. 바그너는 1866년 3월 뮌헨을 떠나야 했을 때 루체른 호수로 돌출된 곶에 있는 트립셴의 넓은 빌라로 이사했다. 바그너가 이곳에 거주하는 동안 뉘른베르크의 명가수의 악보를 완성하고, “황제의 행진”(Emperor March)과 지크프리트의 3막을 작곡하고, 신들의 황혼을 시작했다.
바그너는 트립셴에서 유명한 작곡가이자 피아노 거장인 프란츠 리스트의 딸 코지마와 1870년 재혼했다. 부부의 첫 번째 아들 지크프리트를 낳은 두 번째 아내 코지마의 생일 선물로 지크프리트 목가를 작곡했다. (코지마는 전남편이었던 지휘자 한스 폰 뷜로 남작과 결혼하여 부부는 두 자녀를 가졌었다.) 지크프리트 목가는 1870년 12월 25일 크리스마스 아침에 15명의 연주자(그들 중에는 한스 리히터, 루홉, 라우헤네커, 칼이 있었음)로 구성된 앙상블에 의해 빌라의 계단에서 코지마의 생일 선물로 처음으로 연주되었다. 그녀는 전날인 12월 24일에 33세가 되었지만, 항상 크리스마스 날에 자신의 생일을 축하했다. 이 공연에 참석한 게스트 중 한 명이 철학자 프리드리히 니체로 바젤 대학의 고전 문헌학 교수로 새로 임명된 26세의 교수였다.

## 리하르트 바그너 박물관
리하르트 바그너는 1866년부터 1872년까지 이곳에서 임대로 살았다.
1931년, 루체른 시는 1933년에 리하르트 바그너 박물관이 문을 연 부지를 인수했다. 이것은 1943년 하인리히 슈마허의 악기 컬렉션을 확대되었다가, 2010년부터 빌리자우로 이전되었다.
오늘날 빌라는 리하르트 바그너 박물관으로 이용된다. 주변에는 루체른역(도보 25분)과 트립셴 선착장(도보 10분)으로 접근이 가능하다.